# Santuario della Beata Vergine dell'Angelo
Il santuario della Beata Vergine dell'Angelo (533 s.l.m.), o semplicemente santuario dell'Angelo, sorge a circa due km dal centro abitato di Piovene Rocchette alle pendici del Monte Summano.

## Storia
La costruzione della chiesa iniziò nel 1777 e finì nel 1787, in questa decina d’anni costruirono quella che oggi è la navata principale.
In realtà prima di questa la notizia della prima chiesetta all'Angelo è nota dagli atti della visita vescovile del 7 settembre 1457 esattamente cinque anni dopo l'arrivo dei frati Girolimini (1452) nel Santuario del Summano i quali dicono: “est ecclesia Sancte Mariae, que nullum habet reditum” che si trovava “enudo ad Sanctam Mariam de Monte Summano” (c’è una Chiesa dedicata alla Vergine Maria senza alcun reddito patrimoniale e si incontra salendo al Santuario della Madonna del Summano).
Nel 1488 le visite vescovili registrano le misure della chiesetta di quel tempo “larga passi tre, lunga quattro e alta due”. Queste misure corrispondono all'attuale Cason dell'Angelo che probabilmente è stato costruito sopra i resti dell'antica chiesetta situata in un punto molto frequentato dai pellegrini da tutto il mondo lungo la strada per arrivare al Summano.
Nel 1777 la costruzione del nuovo santuario impegnò i fedeli per circa dieci anni, la tradizione dice che le donne al mattino quando andavano a prendere l'acqua alla Crosara o alla Fontana de Sora caricassero sul “bigolo” pietre e mattoni da portare fino al Belvedere di Camposasso (all'Angelo) dove gli uomini la domenica un po' alla volta costruivano la chiesa. 
Il nome della Chiesetta “all'Angelo” potrebbe derivare dalla diffusione della devozione a santa Maria degli Angeli probabilmente portata dalla zona di Schio. 
La chiesa come la vediamo adesso è stata completata con la sacristia e ristrutturata dopo la prima guerra mondiale poiché subì notevoli danni, come si può notare nel campanile colpito da schegge di granate, della chiesa solo l’altare e la statua della madonna rimasero illesi. Il bel campanile della chiesa dell’Angelo costruito nel 1904 con la pietra bianca di Piovene (la stessa che utilizzò anche Palladio) è alto ben 27 metri e fu progettato da  Pietro Barbieri, illustre scalpellino di Piovene.